# Mads Mensah Larsen
Mads Mensah Larsen, född 12 augusti 1991 i Holbæk, är en dansk handbollsspelare (vänsternia/mittnia).

## Klubbkarriär
Mads Mensah Larsen började spela handboll i Holbæk Håndbold och flyttade sedan till Himmerlev vid 14-års ålder. Via FIF kom Larsen sedan till AG Håndbold, vars herrlag han spelade i den näst högsta danska ligan. När klubbarna AG Håndbold och FCK Håndbold 2010 gick samman och AG København bildades lånades Larsen ut till Nordsjælland Håndbold under en säsong. Han spelade sedan nästa säsong för AG København. Tillsammans med AG København vann han det danska mästerskapet säsongen 2011/12 och nådde finalspelet i EHF Champions League. Efter att AG København ansökte om konkurs sommaren 2012 gick han till Aalborg Håndbold. Inför säsongen 2014/15 följde han sin tränare Nikolaj Bredahl Jacobsen och flyttade till tyska Bundesliga-laget Rhein-Neckar Löwen. Sedan säsongen 2020/21 har han spelat för SG Flensburg-Handewitt.

## Landslagskarriär
Larsen spelade för det danska juniorlandslaget, med vilket han blev europamästare med U20 landslaget. Sedan 17 juni 2011 ingår han som niometersspelare i det danska seniorlandslagets trupp, där han har spelat 158 landskamper och lagt 298 mål. Tillsammans med Danmark deltog han i handbolls-VM 2013, där Danmark tog hem silvermedaljen . 2014 i EM i Danmark blev han åter tvåa i EM. Han vann OS-guld 2016 i Rio de Janeiro med Danmark. Vid VM 2019 och 2021 blev han världsmästare. Tillsammans med Danmark tog han silver i OS 2020 i Tokyo.